# Lycosa vittata
Lycosa vittata là một loài nhện trong họ Lycosidae.
Loài này thuộc chi Lycosa. Lycosa vittata được Chang-Min Yin, Bao & Zhang miêu tả năm 1995.